# Пасол (река)
Пасол — река в России, протекает в Нижневартовском районе Ханты-Мансийского автономного округа. Длина реки — 15 км.
Начинается в лесу, состоящем из берёзы, сосны и кедра. Течёт в северо-восточном направлении. Впадает в Ермаковский Ёган в 9 км от его устья по левому берегу.

## Данные водного реестра
По данным государственного водного реестра России относится к Верхнеобскому бассейновому округу, водохозяйственный участок реки — Обь от впадения реки Вах до города Нефтеюганск, речной подбассейн реки — Обь ниже Ваха до впадения Иртыша. Речной бассейн реки — (Верхняя) Обь до впадения Иртыша.
Код объекта в государственном водном реестре — 13011100112115200041283.